# La Garganta Poderosa
La Garganta Poderosa es una revista mensual argentina de cultura villera. Fue lanzada en 2010 por una de las cooperativas de la organización social La Poderosa, nacida en 2004 y que toma su nombre de la moto con la que el Che Guevara y Alberto Granado realizaron su viaje por Latinoamérica. Su contenido es producido por personas nacidas en distintas villas de emergencia de todas las provincias del país, siendo un medio de comunicación comunitario.

## Historia
La organización social consiste en 110 asambleas vecinales, presente en villas y asentamientos en todas la provincias del país y también en otros países de Latinoamérica, como México, Colombia, Ecuador, Perú, Uruguay, Cuba y Brasil. Mediante talleres de educación popular, cooperativas de trabajo, debate permanente y lucha en las calles, buscan la transformación de los barrios, en pos de una sociedad justa e igualitaria.
La Garganta Poderosa nació como una forma de contrarrestar la estigmatización social que los medios masivos de comunicación fomentarían constantemente, presentando a los barrios populares como lugares donde solo destaca la delincuencia y la droga. En respuesta, la revista pretende mostrar la realidad escrita y fotografiada por los propios villeros.
Además, la revista presenta en todas sus ediciones entrevistas a diversos personajes populares, tales como  Lionel Messi, Diego Maradona, Evo Morales, Dilma Rousseff, Pepe Mujica, Carlos Bianchi, el Indio Solari, Juan Román Riquelme, Luciana Aymar, Joan Manuel Serrat, Estela de Carlotto, Nora Cortiñas, Leonardo Ponzio y Ricardo Mollo, Silvio Rodríguez, René Pérez, Gustavo Nápoli (Chizzo), Charly García, Diego Capusotto, Quino, entre otros. En casi todas las ediciones, la tapa consiste en un primer plano de la cara gritando del entrevistado más destacado del mes, con el objetivo de llamar la atención y así conseguir atraer a los lectores.
La Garganta Poderosa también tiene una fuerte presencia en las redes sociales, más concretamente en Facebook, donde postean casi diariamente. Ignacio Levy, conocido como Nacho Levy es uno de los referentes de La Poderosa.
Desde sus dos años, en diciembre de 2012, la redacción de la revista funciona en el predio de la ex Escuela de Mecánica de la Armada, el mayor centro clandestino de detención de la dictadura cívico-militar autodenominada Proceso de Reorganización Nacional.

## Estilo
Su escritura posee una sonoridad particular, propia del lenguaje hablado, que contrasta con la formalidad usada por el periodismo tradicional donde los modismos y las formas de hablar se ven marginadas en pos de la estructuración del lenguaje escrito. Como una forma de revalorizar la cultura villera, y despegarla de los prejuicios con la que normalmente se ve asociada, los periodistas de la Garganta Poderosa han elegido escribir con un vocabulario que pretende ser fiel al lunfardo de las villas de emergencia. De esta manera, se ha logrado una escritura que los identifica y los destaca, a la vez que resulta transgresora para con el periodismo tradicional.
Su revista, y la manera en que encaran el periodismo, ha cosechado críticas positivas hasta el punto de ser reconocido internacionalmente, que sus notas sean enseñadas como ejemplos de periodismo alternativo en algunos universidades y han cosechado diversos premios entre los cuales destacan el premio Rodolfo Walsh (2014) otorgado por la Facultad de Periodismo de la UNLP, el Premio Democracia (2017) al Periodismo Gráfico y el premio Lola Mora (2017) de la Dirección General de la mujer de la Legislatura de la Ciudad.

## Denuncias y controversias
Los integrantes de La Poderosa han denunciado de manera reiterada un acoso por parte de las fuerzas de seguridad a los habitantes de las villas de Argentina. Las denuncias no solo han tenido carácter judicial, sino que en muchas ocasiones se han visibilizado de manera pública a través de su revista o página de Facebook. La revista ha denunciado públicamente el accionar de las fuerzas de seguridad en el país que, según su postura, no solo realizan detenciones de manera arbitraria, sino que además utilizan la violencia para intimidar a los villeros, y realizan diferentes tipos de abusos escudados en su autoridad (a través de las redes sociales, se han llegado a denunciar casos de torturas, abusos sexuales, acosos o humillaciones de diversa índole a la que se han visto sometidos ellos o sus vecinos).
En respuesta a estas acusaciones, la ministra de Seguridad de Patricia Bullrich, ha acusado a la revista de mentir y cooptar la Procuraduría de Violencia Institucional (PROCUVIN) para crear un relato que afecte la credibilidad de la Prefectura. La Ministra ha brindado como prueba de ello un video donde se observa a un prefecto siendo agredido en un colectivo. La revista ha respondido con un video donde desmienten esta versión.
Otro hecho que ha generado controversia alrededor de la revista es el rechazo que han manifestado del premio a la Libertad de Expresión que otorga la editorial Perfil, por haber considerado que Jorge Fontevecchia "históricamente" ha sido parte de los medios de comunicación que los demonizan. En un comunicado al respecto, La Poderosa ha calificado la intención de premiarlos como "oportunista" y "cínica".

## Otros proyectos
Debido al éxito que ha tenido La Garganta Poderosa, la organización ha difundido su proyecto y su visión a través de diversas plataformas: un libro, una sección radial y una película.
El libro fue publicado por la Editorial Octubre donde se nuclean "sus quince mejores reportajes", además de agregar material inédito hasta el momento sobre las producciones y la vida de los integrantes de la revista. La sección radial ha estado encuadrada dentro del programa "Cheque en Blanco" de la radio Vorterix, y la película documental "Ni un pibe menos" del cineasta italiano Antonio Manco.